# We Heart It
We Heart It – sieć społecznościowa z inspirującymi obrazami. We Heart It określa siebie jako „domem dla twojej inspiracji” i jako miejsce by „organizować i udostępniać rzeczy, które kochasz”. Użytkownicy mogą kolekcjonować (albo „serduszkować”) ich ulubione obrazki, aby dzielić się nimi z przyjaciółmi i dodawać do swoich kolekcji. Użytkownicy mogą uzyskać dostęp do strony za pomocą przeglądarki internetowej lub aplikacji na telefon.

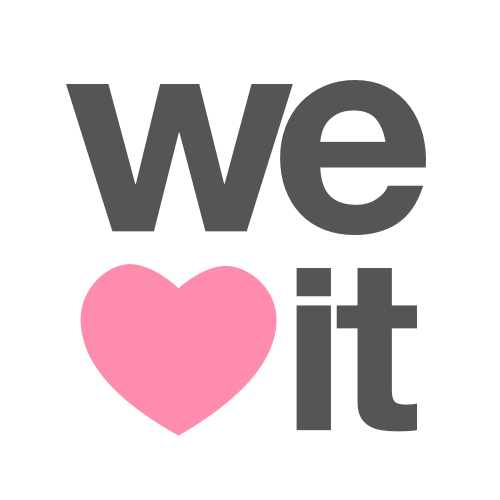
logo We Heart It

## Historia
We Heart It zostało założone w 2008 roku przez Brazylijczyka Fabio Giolito. Założył tę stronę jako projekt poboczny wokół pomysłu „serduszkowania” zdjęć i zapisywaniu ich po to, by udostępnić znajomym. Na początku strona miała być dla niego i jego przyjaciół, jednak stopniowo się rozrastała. Kiedy strona stała się odpowiednio duża, Fabio poprosił współfundatora o pomoc w skupieniu się na infrastrukturze. Strona została zarejestrowana w Kalifornii w 2011.

## Biznes
We Heart It została zarejestrowana w USA w 2011. Jej siedziba znajduje się w San Francisco, w 2014 pracowało tam 25 osób.
W lutym 2014 strona zajmowała 754 miejsce w rankingu Alexa.

## Właściwości
We Heart It jest to wizualna platforma obsługująca obrazy, GIF i wideo. Nowi użytkownicy mogą dołączyć przez email, Facebook, Twitter i Google+. Użytkownicy mogą uzyskać dostęp do witryny za pośrednictwem zwykłej przeglądarki internetowej lub za pośrednictwem oficjalnej aplikacji mobilnej iOS app dla iPhone, iPod lub iPad i Android app. Nowa zawartość może być udostępniana przez oficjalny Heart Button bookmarklet albo przez przyciski Heart It na stronie internetowej. Użytkownicy mogą udostępniać treści bezpośrednio na Facebook, Twitter i Tumblr. Można również znaleźć znajomych z Facebooka i Twittera.
We Heart It jest znane ze swojej pozytywnej społeczności, odkąd nie ma opcji, aby komentować obraz, użytkownicy czują się bardziej komfortowo, udostępniając treści, ponieważ nie może ona dostać negatywnych komentarzy tak jak na innych portalach społecznościowych.
W czerwcu 2015 We Heart It został wypuszczony dla Apple Watch.

## Wykorzystanie
W grudniu 2013 roku, We Heart It osiągnęło 25 milionów użytkowników miesięcznie. Cztery na pięć z ponad 25 mln użytkowników są poniżej 24 roku życia, a ponad 70 procent to kobiety. Średni wiek użytkownika We Heart It to 19 lat.
We Heart It zyskuje ponad 1 mln nowych użytkowników każdego miesiąca, z czego 2/3 rejestruje się na urządzeniach mobilnych. Średnio użytkownicy aplikacji otwierają ją 25 razy w miesiącu.
W marcu 2015 roku, We Heart It wprowadziło nową funkcję pocztówki, pozwalając jej 30 milionom zarejestrowanych użytkowników na wysyłanie między sobą obrazków.
The Huffington Post określił We Heart It jako jedno z „10 Najszczęśliwszych Miejsc w Internecie”.
Danielle Bradbery, zwyciężczyni 4 sezonu The Voice, powiedziała w wywiadzie dla magazynu InStyle, że We Heart It to jej ulubiona aplikacja na IPhone.
We Heart It ma średnią 5 gwiazdek w ITunes App Store.